# Kathy Najimy
Kathy Ann Najimy (San Diego, California, 6 de febrero de 1957) es una actriz estadounidense, que ha trabajado en el cine y la televisión. Entre sus personajes más conocidos están Olive Massery en la serie El secreto de Verónica, la hermana Mary Patrick en las películas Sister Act y Sister Act 2: Back in the Habit, y Mary Sanderson en Hocus Pocus.
La carrera de Kathy Najimy empezó con pequeños papeles en cine, pero esto cambió cuando obtuvo un papel principal en la comedia protagonizada por Woopi Goldberg, Sister Act (1992), donde interpretó a la hermana Mary, papel que volvió a hacer en la secuela Sister Act 2: Back in the Habit (1993). 
Interpretó el papel protagonista de Mary Sanderson en el clásico de comedia y fantasía de Hocus Pocus (1993), junto a Bette Midler y Sarah Jessica Parker, y después de varias apariciones en televisión y prestar su voz para diversos proyectos, en el 2001 formó parte del elenco principal de la comedia Rat Race (2001), de nuevo junto a Woopi Goldberg. Najimy ha sido la creadora de varios éxitos musicales de Broadway y de programas para la televisión como Kathy & Mo para HBO, conducido con Mo Gaffney.
Asimismo, Kathy, prestó su voz para la película WALL-E (2008) y las series animadas Hey Arnold, King of the Hill y American Dad!
Después de 29 años de haberse estrenado la primera parte de Hocus Pocus, el 30 de septiembre de 2022 se estrenó la secuela Hocus Pocus 2 en la plataforma Disney+, acompañada de nuevo por Bette Midler y Sarah Jessica Parker.

## Filmografía
| Año       | Título                            | Rol                  | Notas       |
| --------- | --------------------------------- | -------------------- | ----------- |
| 1980      | Walls of Glass                    | ella misma           |             |
| 1991      | Soapdish                          | Tawny Miller         |             |
| 1991      | The Hard Way                      | Lang's Girl Friday   |             |
| 1991      | The Fisher King                   | ella misma           |             |
| 1992      | Sister Act                        | Mary Patrick         |             |
| 1992      | Topsy and Bunker: The Cat Killers | Marge                |             |
| 1992      | This Is My Life                   | Angela               |             |
| 1993      | Sister Act 2: Back in the Habit   | Mary Patrick         |             |
| 1993      | Hocus Pocus                       | Mary Sanderson       |             |
| 1994      | In Search of Dr. Seuss            | Kathy Lane           |             |
| 1994      | It's Pat                          | Tippy                |             |
| 1995      | Jeffrey                           | Acolyte              |             |
| 1997      | King of the Hill                  | Peggy Hill           |             |
| 1997      | Cats Don't Dance                  | Tillie Hippo         |             |
| 1997      | Shantay                           | Toyota Carter        |             |
| 1997      | Nevada                            | Ruth                 |             |
| 1998      | Hércules                          | Thespis the Muse     | 1 episodio  |
| 1998      | Bride of Chucky                   | Tabby, Motel Maid    |             |
| 1998      | Zack and Reba                     | Mrs. Simpson         |             |
| 1998      | Hope Floats                       | Toni Post            |             |
| 1999      | The Wild Thornberrys              | Ostrich              | 1 episodio  |
| 2000      | Attention Shoppers                | Penelope             |             |
| 2000      | If These Walls Could Talk 2       | Doctor               |             |
| 2000      | Leaving Peoria                    | Dr. Albright         |             |
| 2000      | Little Bill                       | Mrs. Shapiro         |             |
| 2001      | Rat Race                          | Beverly 'Bev' Pear   | ella misma  |
| 2001      | The Wedding Planner               | Geri                 |             |
| 2002      | The Scream Team                   | Mariah               |             |
| 2005      | Wayside                           | Mrs. Jewls           |             |
| 2005      | Balto III: Wings Of Change        | Dipsy                |             |
| 2006      | Brother Bear 2                    | Tía Taqquiq          | voz         |
| 2006      | Say Uncle                         | Maggie               |             |
| 2006      | Scooby-Doo! Pirates Ahoy!         | Sunny St Cloud       |             |
| 2006      | That's So Raven                   | Lora Stelladora      | 1 episodio  |
| 2006-2007 | NUMB3RS                           | Dr. Mildred Finch    |             |
| 2007      | The Suite Life of Zack and Cody   | ella misma           | 1 episodio  |
| 2008      | WALL·E                            | Mary                 |             |
| 2013      | The big C                         | Psiquiatra           | temporada 4 |
| 2013      | A Madea Christmas                 | mrs. Williams        |             |
| 2015      | Descendants                       | Reina Malvada        |             |
| 2015      | Una melodía navideña              | Tía Sarah            |             |
| 2016      | Imborrable                        | Jefa de policía      |             |
| 2018      | Dumplin'                          | La señora Michalchuk |             |
| 2021      | Single All the way                | Carole               |             |
| 2022      | Hocus Pocus 2                     | Mary Sanderson       |             |